# Гетік (річка)
Ґетік (вірм. Գետիկ — «потічок») — річка у Вірменії, права притока Агстеву, що належить до басейну Каспійського моря. Витік розташований на східних схилах Севанського хребта поблизу гори Кашатах. Довжина сягає 48 км, площа басейну складає 581 км². Середній похил становить 31,9‰. Живлення змішане, сніго-дощове. Середня витрата води — 2,95 м³/с, навесні під час танення снігу вона може зростати до 10,5 м³/с.
Територією Вірменії річка протікає через марзи Ґегаркунік та Тавуш. У верхів'ях Ґетіку розташоване місто Чамбарак, а в нижній течії басейну розташований Діліжанський заповідник. Води річки місцеве населення використовує для зрошення. Внаслідок захаращення річища Ґетіку його води інколи підтоплюють навколишні села.
| Земля | Це незавершена стаття з географії. Ви можете допомогти проєкту, виправивши або дописавши її. |